# التركيز (فلم)
التركيز أو لا تفقد التركيز (بالإنجليزية: Focus) هو فيلم درما وكوميديا سوداء أمريكي من إخراجِ المُخرِجَين غلين فيكارا وجون ريكيوا وبطولة ويل سميث ومارجوت روبي. يحكي الفيلم عن (نيكي) المحتال المحنك، يقع في الحب مع (جيس) المبتدئة في مجال الاحتيال والسرقة. وبينما يعلمها خدع المعاملات التجارية، وتبدأ هي في الانسجام معه ينقطع عنها فجأة. بعد ثلاث سنوات تظهر هذه الفتاة المتحمسة في (بوينُس آيرِس) بالأرجنتين كامرأة فاتنة بارعة وسط مضمار سباق السيارات المليء بالمراهنات الضخمة. خلال مخطط (نيكي) الأخير والخطير تفاجأ (جيس) بهذا المخادع البارع داخل لعبته الخاصة. صَدَر الفيلم في دور العَرض بتاريخ 27 فبراير 2015 ونال على مُراجعاتٍ إيجابية على الأغلب.

## القصة
محتال نيكي سبورجون (ويل سميث) يذهب إلى مطعم راقي، حيث يغريه جيس باريت  grifter عديم الخبرة  grifter (مارجو روبي)، ثم تتظاهر بأن زوجها الغيور قد قبض عليهم. عندما يفشل الخداع، تنصحهم نيكي بعدم فقدان التركيز أبدًا عند مواجهة مواقف غير متوقعة. نيكي يتبع جيس ويقنعها بتناول مشروب معه. أثناء تناول المشروبات، أخبرها قصة كيف قتل والده جده في مواجهة موضحًا التكتيك المسمى «زر الذعر توليدو» والذي يعني أنك تطلق النار على شريكك لإظهار وفائك.
تتابع جيس نيكي إلى نيو أورلينز ونجحت في إقناع نيكي بأخذها تحت جناحه، حيث تم تقديمها أيضًا إلى طاقم نيكي أيضًا، بما في ذلك البدين والدنس فرهاد (أدريان مارتينيز) وزميله المحتال هورست (برينان براون). اختارت بعض الجيوب كاختبار، وسرعان ما طورت علاقة رومانسية بين نيكي وجيس، مما أزعج نيكي الذي علمه والده ألا يتورط عاطفياً مع أي شخص في مجال أعمالهما. في بطولة أمريكا السابعة عشر لامتياز كرة القدم في ملعب مرسيدس بنز سوبردوم دخل نيكي في جولة من الرهانات الباهظة بشكل متزايد مع المقامر لييوان تسي (بي دي ونغ)، وفي النهاية خسر كل أموال حصل الطاقم.
لاستعادتها، يطلب نيكي من تسي اختيار أي لاعب داخل الملعب أو خارجه ويقول إن جيس سيخمن الرقم الذي تم اختياره. قام جيس المذهول بفحص الملعب ولاحظ أن فرهاد يرتدي القميص رقم 55 ويدرك أنها خدعة أخرى. يأخذون تسي مقابل ملايين الدولارات. يشرح نيكي لجيس كيف تمت برمجة Tse لاختيار 55 منذ وصوله مع توجيهات خفية وغير واعية طوال يومه. بعد ذلك، حذر نيكي من مشاركته العاطفية المتزايدة، وترك جيس على جانب الطريق بقطعها. يأمر السائق بأخذها إلى المطار. تبكي جيس بينما كانت تقود سيارتها الليموزين تاركة نيكي لتتسلق سيارة أخرى منتظرة.
بعد ثلاث سنوات، نيكي في بوينس آيريس يعمل لدى مالك فريق الملياردير لرياضة السيارات رافائيل جاريجا (رودريجو سانتورو). يحتاج جاريجا للتغلب على فريق برئاسة رجل الأعمال الأسترالي ماكيوين (روبرت تايلور) للفوز بالبطولة. سيتظاهر نيكي بأنه فني ساخط في فريق غاريغاعلى استعداد لبيع خوارزمية استخدام الوقود المخصصة لـ غاريغا اكسر. بدلاً من ذلك، سيبيع ماكيوين إصدارًا مزيفًا سيؤدي إلى إبطاء سيارتهم أثناء السباق. في حفلة ما قبل السباق، تقابل نيكي جيس وهي الآن صديقة غاريجا. بعد تزوير شرب الخمر عند رؤية جيس، يخوض نيكي معركة مقنعة مع غاريغا في الأماكن العامة وبعد طرده يتم تجنيده من قبل ماكيوين لتوفير المكون.
يبدأ نيكي في متابعة جيس مرة أخرى، وفي النهاية يعيدان إحياء علاقتهما. يشعر أوينز (جيرالد مكراني، رئيس الوفد الأمني لغاريغا، بالريبة ويخطئ في اللحاق بالاثنين معًا. يسلم نيكي المكون إلى ماكيوين مقابل ثلاثة ملايين يورو لكنه يبيعه أيضًا إلى الفرق الأخرى بمبالغ مماثلة.
يحاول نيكي وجيس العودة إلى الولايات المتحدة معًا. ومع ذلك، تم القبض عليهم من قبل رجال غاريغا ونقلهم إلى مرآب غاريغا. جيس مقيدة وفمها مغلق بينما تُضرب نيكي. لقد باعت نيكي بالفعل غاريغا اكسر الحقيقي لجميع الفرق المختلفة. غاريغا مقتنع بأن جيس لها علاقة مع نيكي للوصول إلى غاريغا اكسر وتبدأ في خنق جيس المكمومة من خلال إمساك أنفها. من أجل إنقاذ جيس أوضح نيكي أنه تمكن من الوصول إلى غاريغا اكسر من خلال خداع جيس للاعتقاد بأنه لا يزال لديه مشاعر تجاهها. أن القلادة التي أعطاها لجيس كانت مجهزة لتسجيل كلمة مرور غاريغا ومعلومات تسجيل الدخول سرًا. يوضح أن جيس تعرض للخداع ولم يعرف شيئًا عن هذا. ومع ذلك، كشفت جيس أنها كانت تحاول فقط إغواء غاريغا من أجل سرقة ساعته القيمة وإثارة غيرة نيكي.
يعد نيكي بالتطهير من أجل إنقاذ حياة جيس، لكن أوينز أطلق النار عليه في صدره، مما تسبب في مغادرة غاريغا المرعبة. ثم كشف أوينز عن نفسه على أنه والد نيكي، بوكي وأكد لجيس أنه تجنب أي شرايين رئيسية. لقد استخدم ببساطة «زر الذعر توليدو». بعد ذلك يعلق بوكي جروح نيكي ويسحب الدم الزائد من صدر ابنه بمكبس معدني حتى يتمكن من التنفس مرة أخرى. فروا من المرآب في سيارة غاريغا.
يقود نيكي وجيس إلى المستشفى لعلاج رئة نيكي المثقوبة ويغادر بأموال نيكي كتذكير بعواقب فقدان التركيز. بعد مغادرته، لاحظ نيكي أن جيس خطف ساعة غاريغا قبل أن يغادر المستودع، ثم ذهب نيكي وجيس المبتسمان إلى المستشفى معًا.

## طاقم العَمل
- ويل سميث بدور نيكي سبورجون.
- مارجوت روبي بدور جيس باريت.
- رودريغو سانتورو بدور غاريغا.
- غيرلاد ماكراني بدور بيكي سبورجون.
- بي دي وونغ بدور ليون تسي.
- روبرت تايلور بدور ماكوين.
- دومينيك فوموسا بدور جاريد.
- برينا براون بدور هورست.
- غريف فورست بدور غارث.
- أدرين مارتنز بدور فارهد.

## روابط خارجية
- مقالات تستعمل روابط فنية بلا صلة مع ويكي بيانات